# Pequeno Deserto Arenoso

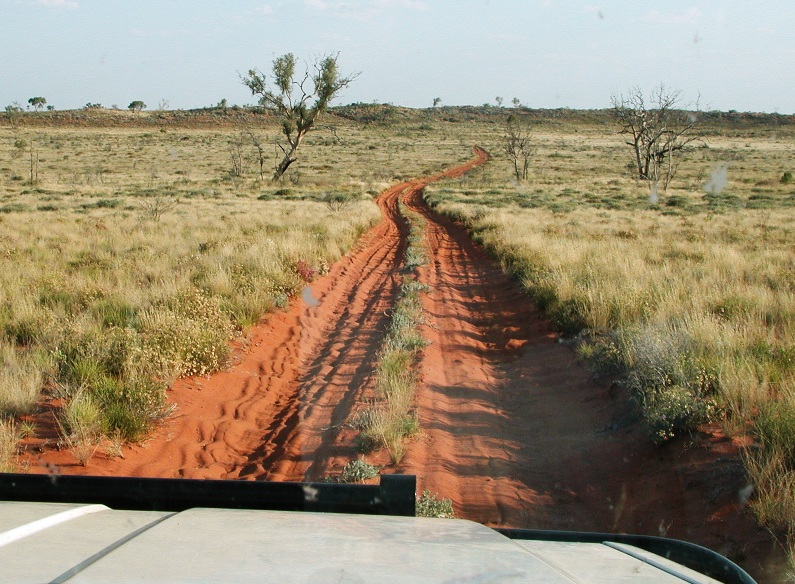
Canning Stock Route

O Pequeno Deserto Arenoso é um deserto localizado na Austrália Ocidental, Austrália, a sul do Grande Deserto Arenoso e a oeste do Deserto de Gibson. Fica a leste da rodovia Great Northern Highway, sul de Newman e aproximadamente a 200 km norte de Wiluna. Ao norte, uma área de grandes extensões é identificada como Rudall River National Park.

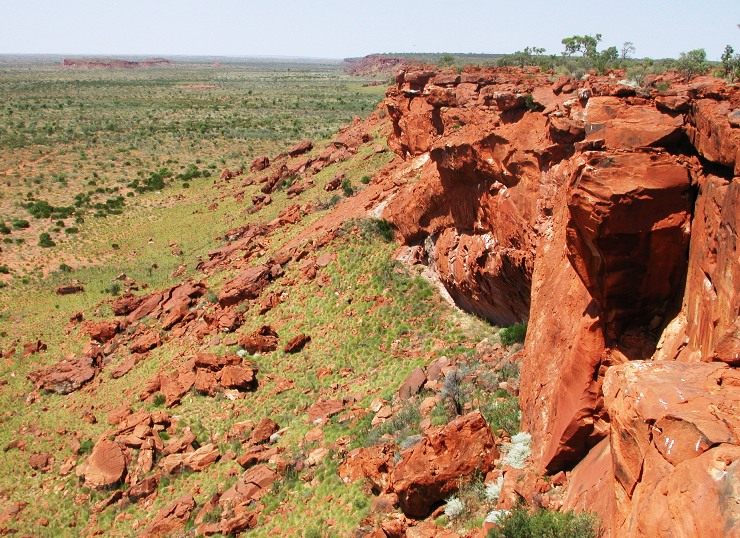
Pequeno Deserto Arenoso perto de Durba Spring

Seu nome é pela proximidade com o Grande Deserto Arenoso, mas é bem menor. Suas formas de relevo, flora e fauna são similares ao Grande Deserto Arenoso.
Há povos indígenas que habitam a região como os Mandildjara

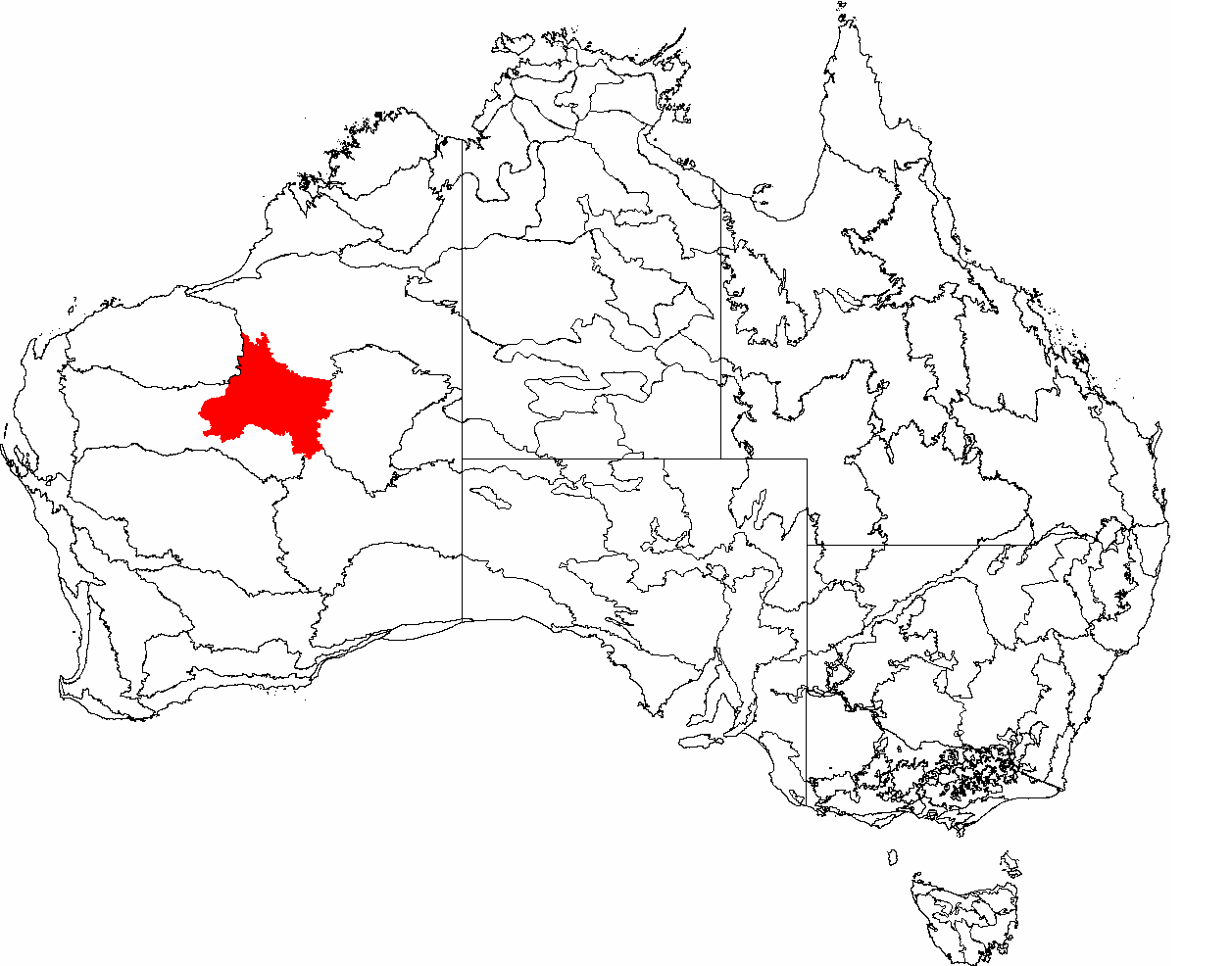
Localização do Pequeno Deserto Arenoso